# Bresnica (Chorwacja)
Bresnica – wieś w Chorwacji, w żupanii pożedzko-slawońskiej, w mieście Pleternica. W 2011 roku liczyła 218 mieszkańców.